# Poplar (Wisconsin)
Poplar és una població dels Estats Units a l'estat de Wisconsin. Segons el cens del 2000 tenia 552 habitants.

## Demografia
Segons el cens del 2000, Poplar tenia 552 habitants, 209 habitatges, i 152 famílies. La densitat de població era de 17,9 habitants per km².
Dels 209 habitatges en un 34% hi vivien nens de menys de 18 anys, en un 68,4% hi vivien parelles casades, en un 2,4% dones solteres, i en un 26,8% no eren unitats familiars. En el 22,5% dels habitatges hi vivien persones soles el 9,6% de les quals corresponia a persones de 65 anys o més que vivien soles. El nombre mitjà de persones vivint en cada habitatge era de 2,64 i el nombre mitjà de persones que vivien en cada família era de 3,14.
Per edats la població es repartia de la següent manera: un 29,3% tenia menys de 18 anys, un 3,8% entre 18 i 24, un 28,3% entre 25 i 44, un 25,4% de 45 a 60 i un 13,2% 65 anys o més.
L'edat mediana era de 39 anys. Per cada 100 dones de 18 o més anys hi havia 100 homes.
La renda mediana per habitatge era de 41.406 $ i la renda mediana per família de 51.406 $. Els homes tenien una renda mediana de 40.893 $ mentre que les dones 21.154 $. La renda per capita de la població era de 18.218 $. Aproximadament el 6,3% de les famílies i el 8,7% de la població estaven per davall del llindar de pobresa.

## Poblacions més properes
El següent diagrama mostra les poblacions més properes.